# Papaipema moeseri
Papaipema moeseri är en fjärilsart som beskrevs av Bird 1911. Papaipema moeseri ingår i släktet Papaipema och familjen nattflyn. Inga underarter finns listade i Catalogue of Life.